# Banda Municipal de Barcelona
La Banda Municipal de Barcelona es una institución musical de larga tradición, fundada en 1886. Desde 2007 es residente en el Auditorio de Barcelona donde ofrece una temporada estable de conciertos y desarrolla proyectos en colaboración de artistas y agrupaciones, tanto del panorama internacional como del ámbito local. Su director titular es, desde 2008, el compositor y director catalán Salvador Brotons.

## Historia

### Antecedentes:sigloXIV-sigloXIX
Desde el siglo XIV tenemos mucha constancia de la presencia de grupos instrumentales acompañando actos y celebraciones municipales en Barcelona, a menudo bajo la denominación "música de la ciutat". Las trompetas y los tambores llevaban el escudo de la ciudad y formaban parte del cortejo de la autoridad del Ayuntamiento de Barcelona. En ocasiones especiales, se pagaban los servicios de varias coplas de ministriles, los cuales cumplían una función más lúdica y de recreo dirigida a los ciudadanos. Se trataba de grupos musicales de carácter variable, en cuanto a número de participantes, que amenizaban las celebraciones o fechas importantes de la ciudad. La referencia más antigua que tenemos es del 29 de agosto de 1361, cuando el rey Pedro IV de Aragón, pidió la asistencia de cinco juglares para la entrada de la Infanta de Sicilia en la ciudad de Barcelona.
Las noticias sobre la actuación de grupos de viento en la ciudad son recurrentes durante los siglos XV y XVI cuando, incluso, tenemos constancia de los inicios de la profesionalización de los músicos barceloneses con la creación, el 13 de julio de 1599, de la primera Cofradía de Músicos de Barcelona. A lo largo de los siglos siglo XVII y siglo XVIII encontramos variada documentación que nos informa de las relaciones regulares entre grupos de músicos y la corporación municipal. Estas relaciones regulares, pero a su vez inestables, son las que el consistorio intentará afianzar con la creación de una banda de música propia, lo que tendrá lugar a finales del siglo XIX.

### Los inicios de la Banda: su creación
Formación de gran trascendencia social en la época de su fundación, tuvo por función el acercamiento de la música de los grandes autores a las masas populares, en un momento en que el arte estaba reservado a los miembros de las clases más acomodadas.
A principios del siglo XIX el consistorio decide regular la situación de la música municipal. Desde 1837 se suceden intentos de constituirla como formación independiente, pero esto no cuaja finalmente hasta el 2 de marzo de 1886.
Se decide crear a la vez la Banda-Orquesta Municipal del Ayuntamiento de Barcelona y la Escuela Municipal de Música en una decidida política de profesionalizar el mundo musical y dotarlo de estabilidad. El cargo de director de la Banda, que irá asociado a la dirección de la Escuela de Música, la ocupará en un primer momento Josep Rodoreda, músico reconocido en la Barcelona del momento.
Los primeros contactos con la ciudadanía fueron exitosos, la nueva agrupación fue recibida con entusiasmo. El consistorio construyó el Parque de la Ciudadela una glorieta para que la Banda pudiera ofrecer conciertos los domingos de verano y en invierno lo hacían en la esquina del Paseo de Gracia con la Gran Vía de las Cortes Catalanas. Se trataba de conciertos de corta duración con piezas de brillante orquestación de los compositores de moda: Richard Wagner, Felix Mendelssohn, Jules Massenet, Giacomo Meyerbeer, etc.

### Época de referencia: La Banda de Lamote de Grignon

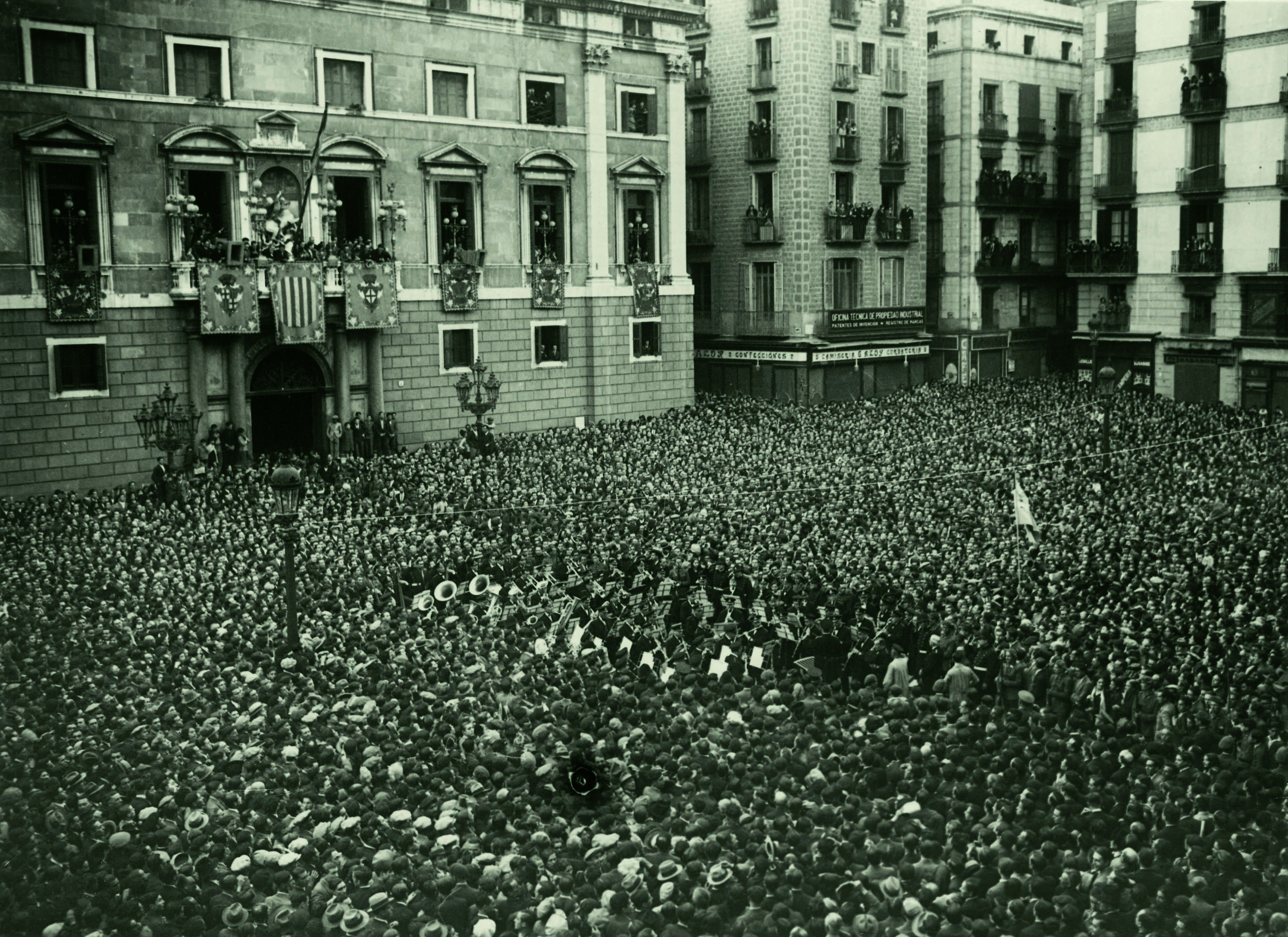
La Banda Municipal de Barcelona toca en la plaza Sant Jaume durante la proclamación de la II República Española (Foto: Josep Maria Sagarra, 1931).

A principios del siglo XX, la Banda se convierte en una institución de referencia. En este periodo, se hace cargo de la institución Joan Lamote de Grignon y 1915 consigue que la formación deje de depender de la Escuela de Música de la ciudad (hoy Conservatorio Municipal de Música de Barcelona). Es en esta época que cuenta con la visita -e incluso con la batuta- de grandes celebridades de la música como Richard Strauss, entre otros.
Desde la batuta de Rodoreda como primer director de la Banda, habían pasado otros nombres como el de Antoni Nicolau i Parera (1896-1897), Celestí Sadurní i Gurguí (1897-1910) o Cristóbal Casanyé (1910-1914 ). Pero fue de la mano de Joan Lamote de Grignon que se plantearon mejoras sustanciales en la organización y estructuración de la institución (como cambios en los lugares de concierto o local de ensayo propio, autonomía respecto de la Escuela de Música, mejoras laborales para los músicos o aumento y equilibrio de la plantilla) hechos que comenzaron a verse reflejados en la calidad artística de la institución.

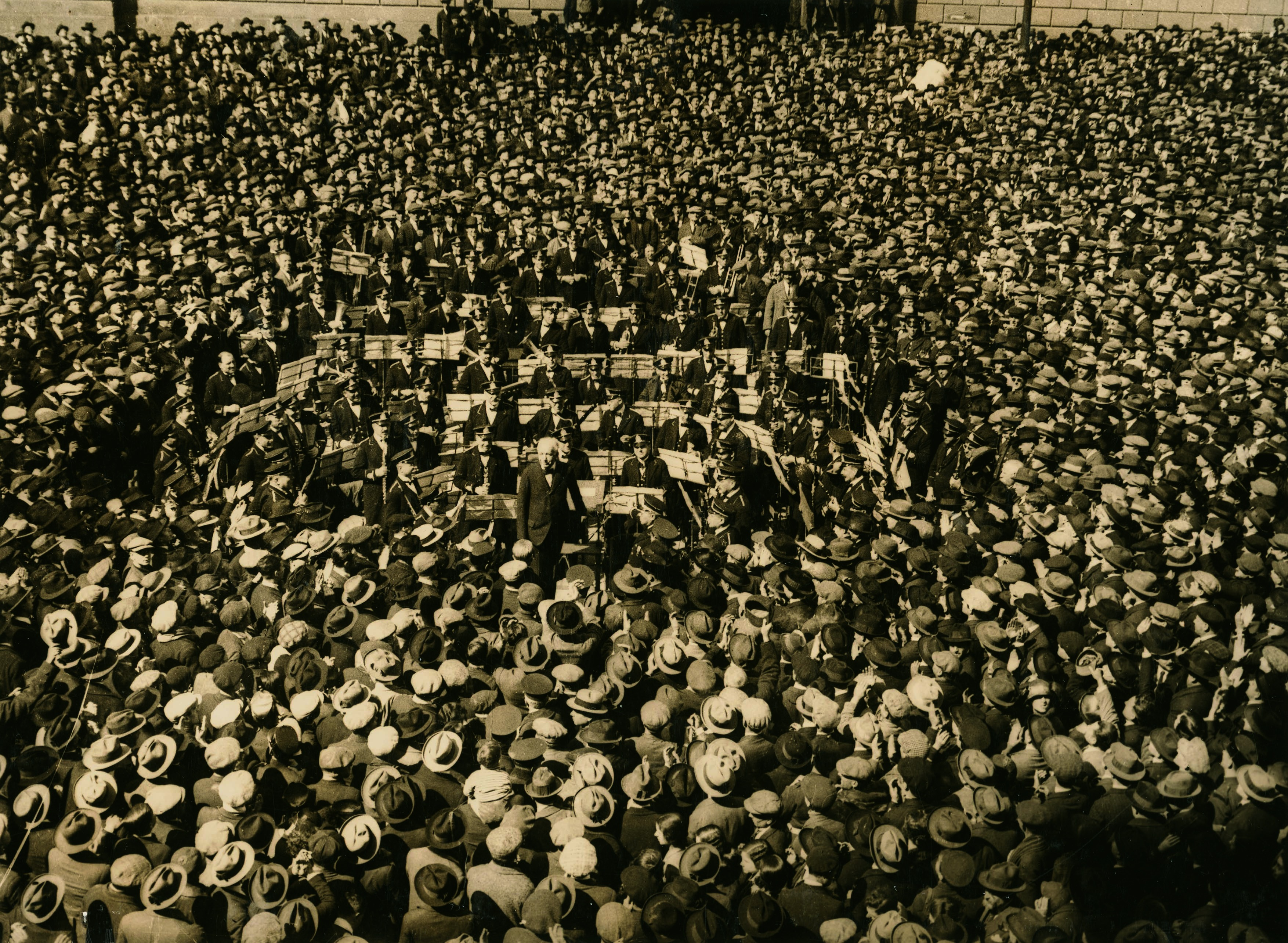
La Banda Municipal de Barcelona dirigida por Richard Strauss en la plaza Sant Jaume de Barcelona (Foto: Josep Dominguez,1925).

Las crónicas de la época hablan de resurgimiento, de excelencia y de orgullo de la ciudadanía por su Banda Municipal. Un hecho que atestigua el gran momento artístico que atravesaba la institución es el concierto que el compositor y director Richard Strauss ofreció en la Plaza San Jaime el 19 de marzo de 1925. Strauss, que estaba de visita en la ciudad, escuchó la Banda en un concierto en la Plaza del Rey y quedó muy impactado por la magnífica calidad de la agrupación. El compositor alemán pidió dirigir la Banda en un concierto público e invitó a la institución a participar en la Exposición Internacional de Música de Frankfurt de 1927, donde la Banda ofreció ocho conciertos con un notable éxito de crítica.
De la mano de Lamote de Grignon la Banda inició los llamados "Conciertos Sinfónicos Populares", con las dos actuaciones que la agrupación hizo en la Exposición Internacional de Barcelona (1929). “Concierto Sinfónico Populares” es el título genérico que adoptaron los conciertos dominicales que se ofrecían en el Palacio de las Bellas Artes, construcción hecha para la Exposición Universal de Barcelona de 1888, y en la que la Banda también participó regularmente. De la serie de estos conciertos anuales, un par de ellos solían dedicarse a jóvenes estudiantes de música de las escuelas municipales, por lo que los podemos entender como una iniciativa pedagógica y educativa musical pionera en la ciudad. La famosa pianista catalana Alicia de Larrocha tocó como solista, en 1934, con solo doce años en el 80 °Concierto Sinfónico Popular con la Banda Municipal de Barcelona.

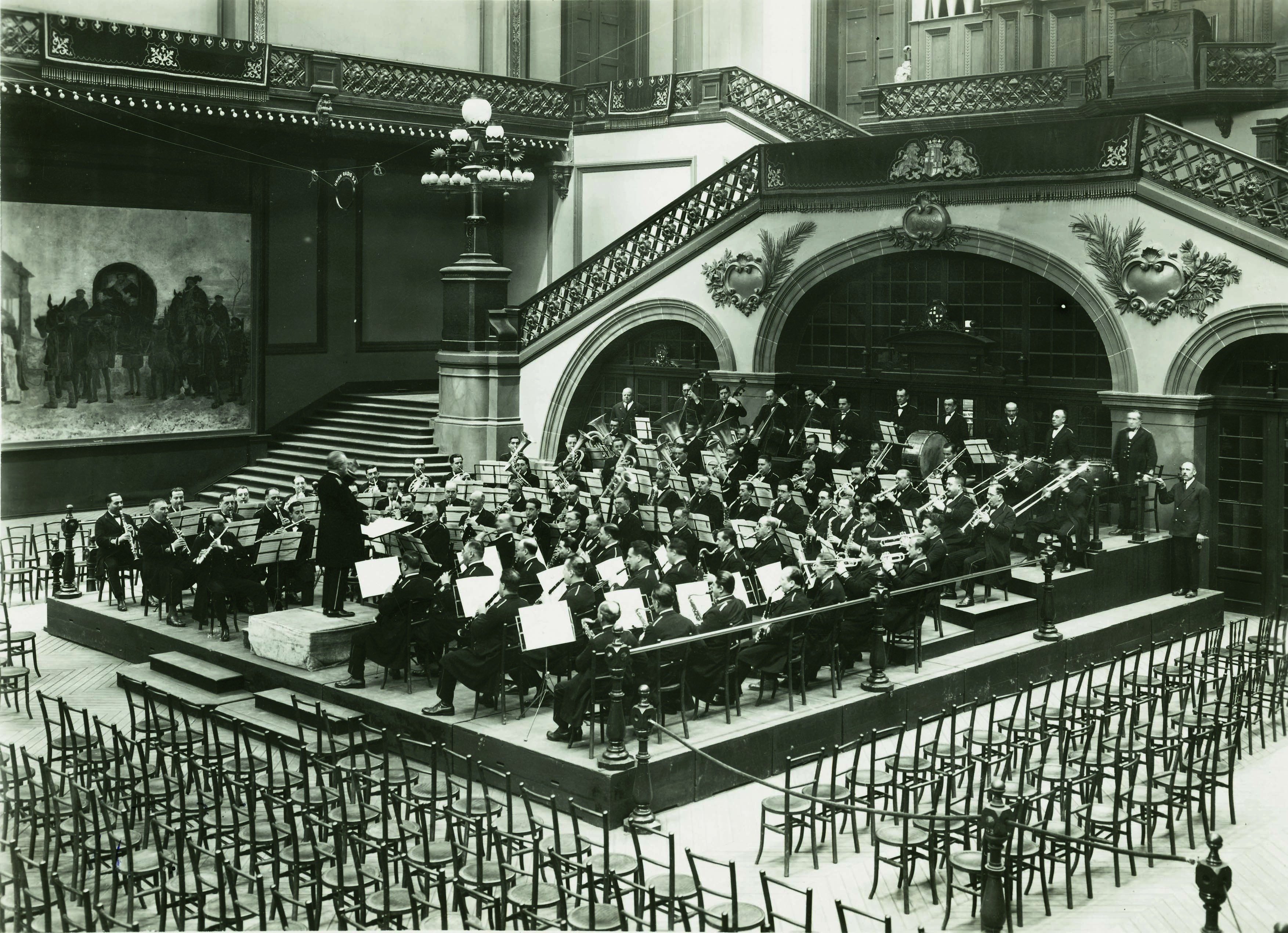
La Banda Municipal de Barcelona con el maestro de Lamote de Grignon en el Palacio de Bellas Artes de Barcelona (Foto: Jaume Ribera, 1927).

Joan Lamote de Grignon estuvo al frente de la Banda veinticuatro años consiguiendo un nivel técnico y artístico excepcional, además de un intenso arraigo institucional y ciudadano. Pese a ello, el 29 de enero de 1939, tres días después de la entrada de las tropas franquistas en la Barcelona nacional, con una misa de campaña en Plaza Cataluña se daba inicio al período de depuración de la Banda. En el mes de junio de ese mismo año Joan Lamote de Grignon era destituido de su cargo, -al igual que Ricard Lamote de Grignon de la subdirección de la Banda- dando paso al triste período de austeridad de la formación.

### La larga posguerra
La situación política y social de la Barcelona de mediados del siglo XX afectó profundamente el sector cultural y artístico de la ciudad, que antes de la Guerra Civil había disfrutado de un álgido momento creativo. Como institución pública, la Banda Municipal sufrió los recortes y la escasez de recursos propios de la época autárquica del franquismo.
En junio de 1943 el Ayuntamiento de Barcelona empezó un proceso de conversión de la Banda Municipal en la Orquesta Municipal de Barcelona, que culminó en marzo de 1944 con la creación de lo que hoy es la Orquesta Sinfónica de Barcelona y Nacional de Cataluña.
A pesar de esta inicial disolución y reducción de la formación, la Banda consiguió mantenerse durante estas duras décadas gracias al trabajo de músicos y directores como Ramón Bonell y Chanut (1939-1955), Ricard Lamote de Grignon (1955-1957) hijo de Joan Lamote de Grignon y anterior subdirector de la Banda, Joan Pich y Santasusana (1957-1967), José González (1967-1969) y Enrique Garcés Garcés (1969-1979).

### Transición y retorno a la democracia
Las casi tres décadas que separan los años 70 de la residencia de la Banda en L’Auditori fueron dirigidas por Francisco Elias i Prunera (1979-1980), Albert Argudo i Lloret (1980-1993) y Josep Mut (1993-2007).
Durante estos años la Banda retoma su actividad en la ciudad, ofreciendo conciertos en los distritos y continuando con su actividad protocolaria para el consistorio. A pesar de las adversidades políticas e institucionales, la Banda continuó ofreciendo servicio musical en la ciudad de Barcelona, cambiando regularmente su sede (de la Alianza de Poblenou, al Casinet d'Hostafrancs o a las Cotxeres de Sants) hasta aterrizar definitivamente en el Auditorio de Barcelona.

### La Banda Municipal y el Auditorio de Barcelona
Desde 2007 la Banda es residente en el Auditorio de Barcelona donde ofrece una temporada estable de conciertos con la colaboración de varios de directores y solistas invitados, tanto del panorama internacional como del ámbito local. Coincidiendo con la llegada de la Banda al equipamiento, tomó la batuta de la formación el compositor y director catalán Salvador Brotons, que a día de hoy sigue al frente de la agrupación.
Desde su dirección se ha reforzado el compromiso con la creación contemporánea, encomendando obras a compositores en activo, intentando incrementar la difusión de la música catalana, y ampliando el repertorio propio para banda con el fin de acercar esta música a la ciudadanía. A día de hoy, la Banda Municipal de Barcelona es una agrupación comprometida con la sociedad que le rodea, partícipe de su tiempo y protagonista activa de la escena musical de la ciudad.

### Actualidad
La Banda se ha convertido en parte indisoluble del panorama musical de Barcelona, gracias a su participación en eventos de importancia de la ciudad, como por ejemplo La Merced, el Festival Grec de Barcelona, el Festival Mas i Mas, el Ciclo Música als Parcs, la Fiesta Nacional de Cataluña, Santa Eulalia, etc. La Banda se ha involucrado en proyectos de carácter social y educativo desarrollando conciertos escolares y familiares en colaboración con L'Auditori Educa y L'Auditori Apropa.
La Banda ofrece en el Auditorio de Barcelona una temporada estable de conciertos. Se trata de una programación de larga duración, con directores e intérpretes invitados donde la Banda ofrece una amplia oferta musical.
En julio de 2017 la Banda Municipal de Barcelona realiza una gira por Países Bajos 90 años después de su primera salida internacional. Allí presentan un programa de música sinfónica contemporánea catalana y música tradicional en el marco del WMC Kerkrade y el Congreso de la WASBE en Utrecht. En ambos certámenes participan en calidad de banda invitada, cosechando un enorme éxito con Salvador Brotons al frente de la agrupación.
El 29 de noviembre el Auditorio de Barcelona comunica que, después de diez años dirigiendo el proyecto de la Banda Municipal de Barcelona, Salvador Brotons pasa a ostentar el cargo de Principal director invitado y José Rafael Pascual Vilaplana es elegido nuevo director titular, cargo al que accederá a partir de la temporada 2018-2019.

## Directores
Estos son los directores que han estado al frente de la Banda:
- Josep Rodoreda i Santigós (1886-1895)
- Antoni Nicolau i Parera (1896-1897)
- Celestí Sadurní i Gurguí (1897-1910)
- Cristòfol Casanyé (1910-1914)
- Joan Lamote de Grignon i Bouquet (1914-1939)
- Ramon Bonell i Chanut (1939-1955)
- Ricard Lamote de Grignon (1955-1957)
- Joan Pich i Santasusana (1957-1967)
- Josep González (1967-1969)
- Enric Garcés Garcés (1969-1979)
- Francesc Elias i Prunera (1979-1980)
- Albert Argudo i Lloret (1980-1993)
- Josep Mut (1993-2007)
- Joan Lluís Moraleda i Perxachs (2007-2008, director adjunto)
- Jordi Moraleda i Perxachs (2007-2008, director adjunto)
- Rafael Grimal Olmos (2007-2008, director adjunto)
- Salvador Brotons i Soler (2008-2018)
- Marta Carretón (2008-2010, directora asistente)
- Juan Miguel Romero (2010-2014, director asistente)
- Henrie Adams (2014-2017, director asistente)
- Beatriz Fernández (2017-actualidad, directora asistente)
- José Rafael Pascual-Vilaplana (2018-actualidad)

## Estrenos y encargos de la Banda Municipal de Barcelona
La Banda Municipal de Barcelona siempre ha asumido un firme compromiso con la creación musical actual en Cataluña. Recientemente, al celebrar su 125 aniversario, encargó una serie de obras de las que hizo el estreno absoluto. Este impulso se ha mantenido hasta la actualidad estrenando obras de compositores catalanes cada temporada. Muestra de esta voluntad son algunas piezas estrenadas en los últimos años como:
| Compositor                    | Obra                                                    |
| ----------------------------- | ------------------------------------------------------- |
| Josep Alamà Gil               | Anaforismes per a Banda Simfònica                       |
| Joan Albert Amargós           | Jocs Temàtics per a banda simfònica                     |
| Lleonard Balada i Ibáñez      | Concert per a viola i instruments de vent               |
| Salvador Brotons i Soler      | Concert per a contrabaix i instruments de vent          |
| Jordi Cervelló                | Concert per a piano, instruments de vent i percussió    |
| Elisenda Fàbregas             | Simfonia núm. 1                                         |
| Joan Guinjoan                 | Foc d’aucell (Nova versió)                              |
| Albert Guinovart              | Les mans del vent concert per a piano i banda simfònica |
| José Rafael Pascual Vilaplana | Hernandiana                                             |
| Jesús Rodríguez Picó          | Simfonies per a instruments de vent i percussió         |

## Colaboraciones
La Banda Municipal de Barcelona ha tenido el placer de colaborar con músicos de reconocido prestigio internacional a lo largo de su dilatada historia. Algunos coladores recientes de la Banda han sido los directores:
- Johan de Meij
- François Boulanger
- Eugene Corporon
- Israel Yinon
- Felix Hauswirth
- Jan Cober
- Walter Ratzek
- Franz-Paul Decker
- Andrés Valero Castells
- Manel Valdivieso
- Rafael Sanz Espert
- Arturo Tamayo
- José R. Pascual Vilaplana

Solistas como:
- Javier Bonet, trompa
- Jorgen van Rijen, trombó
- Allen Vizzutti, trompeta
- Stefan Schilli, oboe
- Yukiko Akagi, piano
- Shoichiro Hokazono, bombardino
- Arno Bornkamp, saxo
- Jesús Santandreu, saxo
- Àlex Alguacil, piano
- Àlex Alguacil, trombón
- Marta Matheu, soprano
- Albert Guinovart, piano
- Enrique Bagaria, piano

Entre otros colaboradores:
- Obeses
- Coral Càntiga, Coral Sant Jordi, Coral Càrmina
- Spanish Luur Metalls
- Gelabert Azzopardi, Compañía de danza
- Lloll Bertrán, actriz
- Sol Picó, coreógrafa

## Discografía
La Banda Municipal de Barcelona, desde hace un tiempo, ha retomado con interés las grabaciones de parte de su repertorio. A su dilatada discografía histórica ha sumado nuevos títulos en los últimos años como: “Joan y Ricard Lamote de Grignon. Obras para Banda sinfónica” (2013) o la grabación de parte de la obra escrita para banda sinfónica de su actual director titular Salvador Brotons, para el sello internacional Naxos Records, que verá la luz el próximo mes de 2015.